# Wesserpeton evansae
Wesserpeton evansae ist eine Amphibienart aus der ausgestorbenen Gruppe der Albanerpetontidae. Sie ist die einzige Art der Gattung Wesserpeton.

## Beschreibung
Bislang sind keine Autapomorphien der Art bekannt. Dafür unterscheidet sich Wesserpeton evansae durch eine einzigartige Kombination aus ursprünglichen und abgeleiteten Merkmalen von allen anderen bekannten Arten der Albanerpetontidae. Diese Merkmale betreffen Stirnbein (Frontale), Zwischenkieferbein (Premaxilla) und Oberkiefer (Maxilla), die Bezahnung sowie die Körpergröße.
Mit seiner geringen Körpergröße ähnelt Wesserpeton evansae den Arten Albanerpeton arthridion, Albanerpeton pannonicum sowie der Paskapoo-Art, unterscheidet sich jedoch von anderen Albanerpeton-Arten, Anoualerpeton und Celtedens.

## Fund
Bislang wurden Fossilien von Wesserpeton evansae nur auf der Isle of Wight gefunden. Die Funde stammen aus 7 Horizonten der Wessex-Formation, welche dem Barremium (Frühe Kreide) zugeordnet wird.

## Systematik
Wesserpeton evansae wurde 2013 von Steven C. Sweetman und James D. Gardner erstbeschrieben. Der Gattungsname Wesserpeton bezieht sich auf das ehemalige Britische Königreich Wessex, zu welchem auch die Isle of Wight, der Fundort des Typus-Exemplares, gehörte. Die Endung peton, die auch schon in Albanerpeton benutzt wurde, ist vom Griechischen erpeton abgeleitet und bedeutet „kriechendes Tier“. Der Artname evansae ehrt die Professorin Susan E. Evans vom University College London für ihre Beiträge zur Paläontologie kleiner Wirbeltiere und dem Verständnis der Albanerpetontidae.

## Belege
- Steven C. Sweetman, James D. Gardner: A new albanerpetontid amphibian from the Barremian (Early Cretaceous) Wessex Formation of the Isle of Wight, southern England. In: Acta Palaeontologica Polonica 58 (2), 2013, S. 295–324. doi:10.4202/app.2011.0109.